# Gran Premio motociclistico d'Ungheria 1992
Il Gran Premio motociclistico d'Ungheria 1992 è stata la nona prova del motomondiale 1992, nonché seconda e ultima edizione del Gran Premio motociclistico d'Ungheria.
Si è svolto il 12 luglio 1992 sull'Hungaroring e ha visto le vittorie di Eddie Lawson in classe 500, di Luca Cadalora in classe 250 e di Alessandro Gramigni in classe 125; tra i sidecar si è imposto l'equipaggio Rolf Biland/Kurt Waltisperg.

## Classe 500
Ritorno alla vittoria per una casa motociclistica europea dopo vari anni: era dal Gran Premio di Francia 1982 con la Sanvenero, in una gara peraltro boicottata dai piloti o, addirittura, dal Gran Premio di Germania 1976 con la MV Agusta che non succedeva. Ci è riuscita in questo caso la Cagiva con il pilota statunitense Eddie Lawson, già quattro volte campione mondiale ma anch'egli assente dal gradino più alto del podio dal 1989.

### Arrivati al traguardo
| Pos. | Nº | Pilota           | Squadra                   | Motocicletta  | Giri | Tempo     | Griglia | Punti |
| ---- | -- | ---------------- | ------------------------- | ------------- | ---- | --------- | ------- | ----- |
| 1º   | 7  | Eddie Lawson     | Cagiva Team Agostini      | Cagiva        | 30   | 58'21.786 | 7º      | 20    |
| 2º   | 10 | Doug Chandler    | Lucky Strike Suzuki       | Suzuki        | 30   | +14.194   | 1º      | 15    |
| 3º   | 8  | Randy Mamola     | Budweiser Team            | Yamaha        | 30   | +37.730   | 9º      | 12    |
| 4º   | 34 | Kevin Schwantz   | Lucky Strike Suzuki       | Suzuki        | 30   | +1'03.608 | 5º      | 10    |
| 5º   | 1  | Wayne Rainey     | Marlboro Team Roberts     | Yamaha        | 30   | +1'07.662 | 2º      | 8     |
| 6º   | 5  | Wayne Gardner    | Rothmans Kanemoto Honda   | Honda         | 30   | +1'35.352 | 4º      | 6     |
| 7º   | 4  | John Kocinski    | Marlboro Team Roberts     | Yamaha        | 30   | +1'42.724 | 3º      | 4     |
| 8º   | 6  | Juan Garriga     | Ducados Yamaha            | Yamaha        | 30   | +1'45.077 | 6º      | 3     |
| 9º   | 12 | Alex Barros      | Cagiva Team Agostini      | Cagiva        | 29   | +1 giro   | 8º      | 2     |
| 10º  | 11 | Eddie Laycock    | Millar Racing             | Yamaha        | 29   | +1 giro   | 20º     | 1     |
| 11º  | 17 | Miguel Duhamel   | Yamaha Motor France Banco | Yamaha        | 29   | +1 giro   | 13º     |       |
| 12º  | 40 | Andrew Stroud    | Valvoline Team WCM        | ROC Yamaha    | 29   | +1 giro   | 18º     |       |
| 13º  | 31 | Thierry Crine    | Ville de Paris            | ROC Yamaha    | 29   | +1 giro   | 17º     |       |
| 14º  | 19 | Niall Mackenzie  | Yamaha Motor France Banco | Yamaha        | 28   | +2 giri   | 11º     |       |
| 15º  | 14 | Dominique Sarron | ROC Banco                 | ROC Yamaha    | 28   | +2 giri   | 15º     |       |
| 16º  | 18 | Michael Rudroff  | Rallye Sport              | Harris Yamaha | 28   | +2 giri   | 16º     |       |
| 17º  | 15 | Cees Doorakkers  | HEK Racing                | Harris Yamaha | 27   | +3 giri   | 22º     |       |
| 18º  | 30 | Peter Graves     | Peter Graves Racing       | Harris Yamaha | 27   | +3 giri   | 24º     |       |
| 19º  | 29 | Andreas Leuthe   | VRP Racing                | VRP           | 27   | +3 giri   | 27º     |       |
| 20º  | 27 | Serge David      |                           | ROC Yamaha    | 26   | +4 giri   | 21º     |       |
| 21º  | 25 | Josef Doppler    |                           | ROC Yamaha    | 26   | +4 giri   | 26º     |       |

### Ritirati
| Nº | Pilota               | Squadra           | Motocicletta  | Giri | Griglia |
| -- | -------------------- | ----------------- | ------------- | ---- | ------- |
| 32 | Toshiyuki Arakaki    |                   | ROC Yamaha    | 17   | 12º     |
| 33 | Corrado Catalano     | KCS International | ROC Yamaha    | 12   | 14º     |
| 23 | Nicholas Schmassmann |                   | ROC Yamaha    | 12   | 23º     |
| 26 | Kevin Mitchell       | MBM Racing        | Harris Yamaha | 6    | 19º     |
| 24 | Lucio Pedercini      | Paton Grand Prix  | Paton         | 4    | 25º     |

### Squalificato
| Nº | Pilota        | Squadra      | Motocicletta | Giri | Motivo                  | Griglia |
| -- | ------------- | ------------ | ------------ | ---- | ----------------------- | ------- |
| 28 | Àlex Crivillé | Campsa Honda | Honda        | 21   | Cambio moto non ammesso | 10º     |

### Non partiti
| Nº | Pilota           | Squadra               | Motocicletta  | Griglia |
| -- | ---------------- | --------------------- | ------------- | ------- |
| 36 | Claude Arciero   | Arciero Racing        | ROC Yamaha    | 28º     |
| 22 | Simon Buckmaster | Padgett's Motorcycles | Harris Yamaha | 29º     |

### Non qualificato
| Nº | Pilota                | Squadra     | Motocicletta  |
| -- | --------------------- | ----------- | ------------- |
| 35 | Larry Moreno Vacondio | Team Domina | Harris Yamaha |

## Classe 250
Sesto successo della stagione per il pilota italiano Luca Cadalora che ha preceduto il connazionale Loris Reggiani e lo spagnolo Alberto Puig. Il vantaggio in classifica generale per Cadalora è ora di 58 punti su Reggiani.

### Arrivati al traguardo
| Pos. | Pilota                    | Motocicletta | Giri | Tempo     | Griglia | Punti |
| ---- | ------------------------- | ------------ | ---- | --------- | ------- | ----- |
| 1º   | Luca Cadalora             | Honda        | 28   | 49'29.109 | 1º      | 20    |
| 2º   | Loris Reggiani            | Aprilia      | 28   | +11.738   | 3º      | 15    |
| 3º   | Alberto Puig              | Aprilia      | 28   | +18.093   | 7º      | 12    |
| 4º   | Masahiro Shimizu          | Honda        | 28   | +23.374   | 15º     | 10    |
| 5º   | Wilco Zeelenberg          | Suzuki       | 28   | +23.498   | 14º     | 8     |
| 6º   | Helmut Bradl              | Honda        | 28   | +23.711   | 6º      | 6     |
| 7º   | Doriano Romboni           | Honda        | 28   | +26.662   | 5º      | 4     |
| 8º   | Jochen Schmid             | Yamaha       | 28   | +31.292   | 11º     | 3     |
| 9º   | Carlos Lavado             | Gilera       | 28   | +55.009   | 4º      | 2     |
| 10º  | Herri Torrontegui         | Suzuki       | 28   | +58.147   | 12º     | 1     |
| 11º  | Bernard Haenggeli         | Aprilia      | 28   | +1'01.647 | 24º     |       |
| 12º  | Katsuyoshi Kozono         | Honda        | 28   | +1'01.954 | 22º     |       |
| 13º  | Andreas Preining          | Aprilia      | 28   | +1'15.905 | 16º     |       |
| 14º  | Stefan Prein              | Honda        | 28   | +1'16.017 | 17º     |       |
| 15º  | Bernd Kassner             | Aprilia      | 28   | +1'16.279 | 21º     |       |
| 16º  | Frédéric Protat           | Aprilia      | 28   | +1'39.737 | 18º     |       |
| 17º  | Renzo Colleoni            | Yamaha       | 28   | +1'40.660 | 19º     |       |
| 18º  | Jurgen van den Goorbergh  | Aprilia      | 28   | +1'45.254 | 23º     |       |
| 19º  | Michele Gallina           | Yamaha       | 28   | +1'49.868 | 28º     |       |
| 20º  | José Kuhn                 | Honda        | 27   | +1 giro   | 27º     |       |
| 21º  | Bernard Cazade            | Honda        | 27   | +1 giro   | 34º     |       |
| 22º  | Patrick van den Goorbergh | Aprilia      | 27   | +1 giro   | 26º     |       |
| 23º  | Eskil Suter               | Aprilia      | 27   | +1 giro   | 29º     |       |
| 24º  | Adi Stadler               | Honda        | 27   | +1 giro   | 32º     |       |
| 25º  | Luis d'Antín              | Honda        | 27   | +1 giro   | 31º     |       |

### Ritirati
| Pilota               | Motocicletta | Giri | Griglia |
| -------------------- | ------------ | ---- | ------- |
| Max Biaggi           | Aprilia      | 26   | 9º      |
| Pierfrancesco Chili  | Aprilia      | 25   | 8º      |
| Paolo Casoli         | Yamaha       | 23   | 20º     |
| Jean-Philippe Ruggia | Gilera       | 23   | 10º     |
| Loris Capirossi      | Honda        | 18   | 13º     |
| Yves Briguet         | Honda        | 17   | 30º     |
| Adrian Bosshard      | Honda        | 11   | 25º     |
| Harald Eckl          | Aprilia      | 8    | 33º     |
| Erkka Korpiaho       | Aprilia      | 2    | 35º     |

### Non partito
| Pilota        | Motocicletta | Griglia |
| ------------- | ------------ | ------- |
| Carlos Cardús | Honda        | 2º      |

## Classe 125
Seconda vittoria stagionale per l'italiano Alessandro Gramigni davanti al tedesco Ralf Waldmann e all'altro italiano Fausto Gresini. La classifica provvisoria del campionato vede sempre Waldmann in testa, seguito da Gresini a 13 punti e Gramigni a 14 punti.

### Arrivati al traguardo
| Pos. | Pilota              | Motocicletta | Tempo     | Griglia | Punti |
| ---- | ------------------- | ------------ | --------- | ------- | ----- |
| 1º   | Alessandro Gramigni | Aprilia      | 48'15.620 | 1º      | 20    |
| 2º   | Ralf Waldmann       | Honda        | +0.119    | 8º      | 15    |
| 3º   | Fausto Gresini      | Honda        | +0.146    | 7º      | 12    |
| 4º   | Nobuyuki Wakai      | Honda        | +0.332    | 3º      | 10    |
| 5º   | Gabriele Debbia     | Honda        | +7.176    | 6º      | 8     |
| 6º   | Hans Spaan          | Aprilia      | +7.555    | 12º     | 6     |
| 7º   | Kazuto Sakata       | Honda        | +9.082    | 11º     | 4     |
| 8º   | Noboru Ueda         | Honda        | +9.240    | 14º     | 3     |
| 9º   | Bruno Casanova      | Aprilia      | +14.047   | 5º      | 2     |
| 10º  | Takao Shimizu       | Honda        | +18.391   | 4º      | 1     |
| 11º  | Ezio Gianola        | Honda        | +20.043   | 2º      |       |
| 12º  | Loek Bodelier       | Honda        | +35.481   | 16º     |       |
| 13º  | Oliver Petrucciani  | Honda        | +41.753   | 10º     |       |
| 14º  | Arie Molenaar       | Aprilia      | +41.810   | 18º     |       |
| 15º  | Dirk Raudies        | Honda        | +48.357   | 15º     |       |
| 16º  | Julián Miralles     | Honda        | +48.688   | 19º     |       |
| 17º  | Giovanni Palmieri   | Gazzaniga    | +57.799   | 24º     |       |
| 18º  | Alain Bronec        | Honda        | +1'11.403 | 34º     |       |
| 19º  | Robin Appleyard     | Honda        | +1'11.504 | 30º     |       |
| 20º  | Luis Alvaro         | JJ Cobas     | +1'26.927 | 22º     |       |
| 21º  | Hisashi Unemoto     | Honda        | +1'27.172 | 25º     |       |
| 22º  | Alfred Waibel       | Honda        | +1'27.715 | 35º     |       |
| 23º  | Giuseppe Fiorillo   | Yamaha       | +1'28.557 | 29º     |       |
| 24º  | Hubert Abold        | Honda        | +1'36.429 | 26º     |       |
| 25º  | Steve Patrickson    | Honda        | +1'38.191 | 31º     |       |
| 26º  | Peter Galvin        | Honda        | +1'38.335 | 33º     |       |
| 27º  | Tibor Kis           | Honda        | +1 giro   | 36º     |       |
| 28º  | Attila Szabó        | Honda        | +2 giri   | 37º     |       |

### Ritirati
| Pilota           | Moto      | Griglia |
| ---------------- | --------- | ------- |
| Maurizio Vitali  | Gazzaniga | 17º     |
| Jorge Martínez   | Honda     | 9º      |
| Fausto Ricci     | Yamaha    | 32º     |
| Manuel Hernández | Aprilia   | 23º     |
| Carlos Giró      | Aprilia   | 13º     |
| Peter Öttl       | Rotax     | 20º     |
| Heinz Lüthi      | Honda     | 21º     |
| Oliver Koch      | Honda     | 27º     |
| Kin'ya Wada      | Honda     | 28º     |

## Classe sidecar
In questa classe il podio è lo stesso della gara precedente ad Assen, con Rolf Biland-Kurt Waltisperg vincitori davanti a Webster-Simmons e a Klaffenböck-Parzer. In classifica il leader è sempre Webster, a 70 punti; lo seguono Klaffenböck a 54 e Biland a 43.

### Arrivati al traguardo (posizioni a punti)[5]
| Pos. | Pilota             | Passeggero        | Sidecar     | Tempo     | Punti |
| ---- | ------------------ | ----------------- | ----------- | --------- | ----- |
| 1º   | Rolf Biland        | Kurt Waltisperg   | LCR-Krauser | 46'24"347 | 20    |
| 2º   | Steve Webster      | Gavin Simmons     | LCR-ADM     | +7"682    | 15    |
| 3º   | Klaus Klaffenböck  | Christian Parzer  | LCR-ADM     | +15"755   | 12    |
| 4º   | Ralph Bohnhorst    | Bruno Hiller      | LCR-BRM 405 | +29"665   | 10    |
| 5º   | Egbert Streuer     | Peter Brown       | LCR-Stredor | +32"682   | 8     |
| 6º   | Yoshisada Kumagaya | Brian Houghton    | LCR-Krauser | +35"719   | 6     |
| 7º   | Steve Abbott       | Shaun Smith       | LCR-Krauser |           | 4     |
| 8º   | Darren Dixon       | Andy Hetherington | LCR-Krauser |           | 3     |
| 9º   | Markus Egloff      | Urs Egloff        | LCR-Yamaha  |           | 2     |
| 10º  | Jukka Lauslehto    | Jørgen Levinsen   | LCR-ADM     |           | 1     |